# Lacanau
Lacanau [lakano] ist eine französische Stadt im Département Gironde in der Region Nouvelle-Aquitaine, etwa 45 km nordwestlich von Bordeaux. Der Ort hat 5.389 Einwohner (Stand 1. Januar 2022) und eine Fläche von 214,02 km². Der zu Beginn des 20. Jahrhunderts angelegte Ortsteil Lacanau-Océan an der Atlantikküste gilt mit seinen Stränden als besonders für Surfer geeignet. Drei Kilometer landeinwärts, durch die Dünenlandschaft und Wald vom Atlantik getrennt, liegt der Lac de Lacanau, einer der größten Binnenseen in Frankreich. An diesem See liegt auch der Binnenort Lacanau. Das Gemeindegebiet gehört zum Regionalen Naturpark Médoc.
Die Dünen im Bereich von Lacanau sind bis zu 66 m hoch, im nahegelegenen Arcachon befindet sich sogar die höchste Düne Europas (Dune du Pilat, ca. 110 m).

## Geschichte

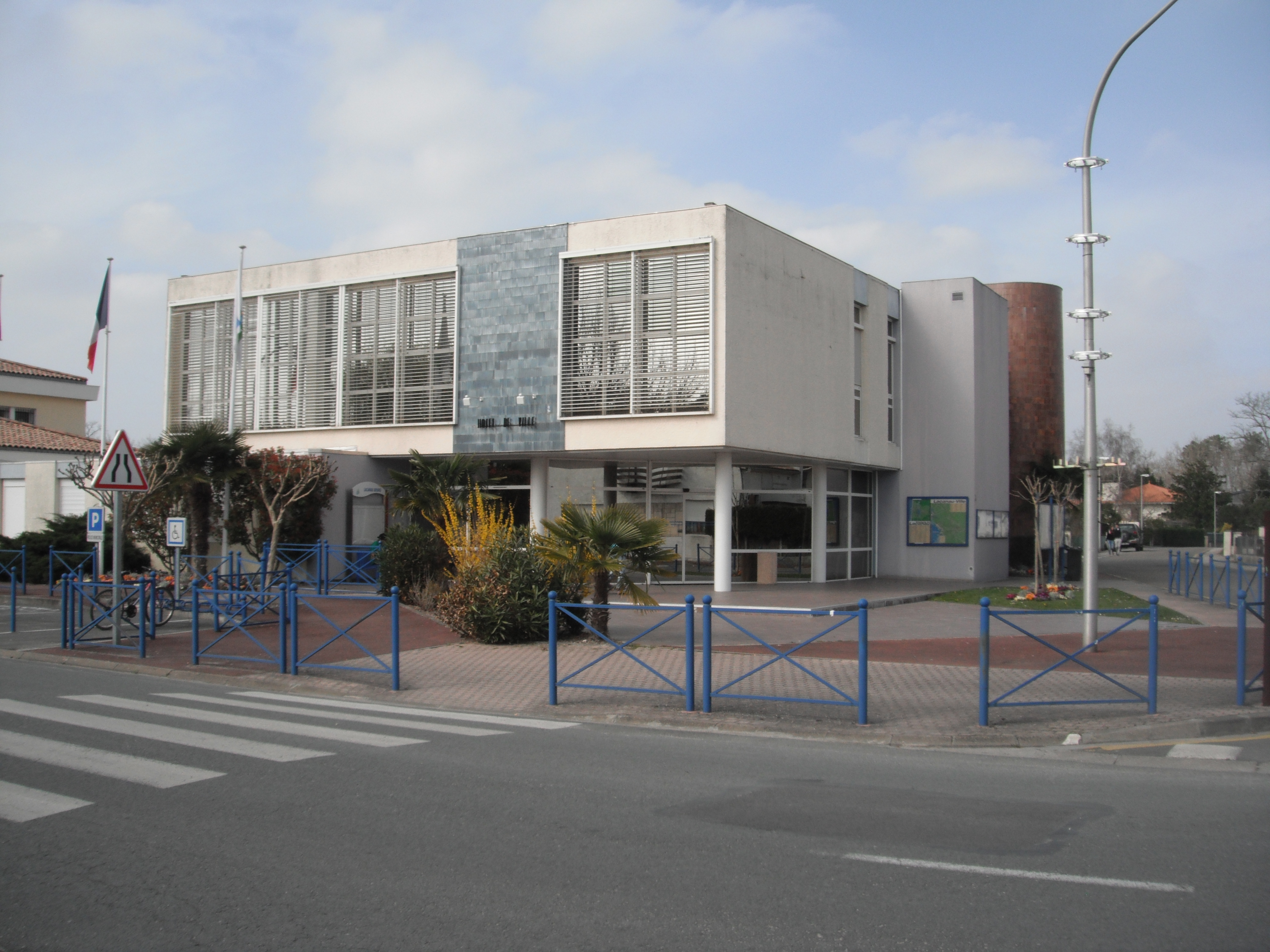
Mairie (Rathaus)

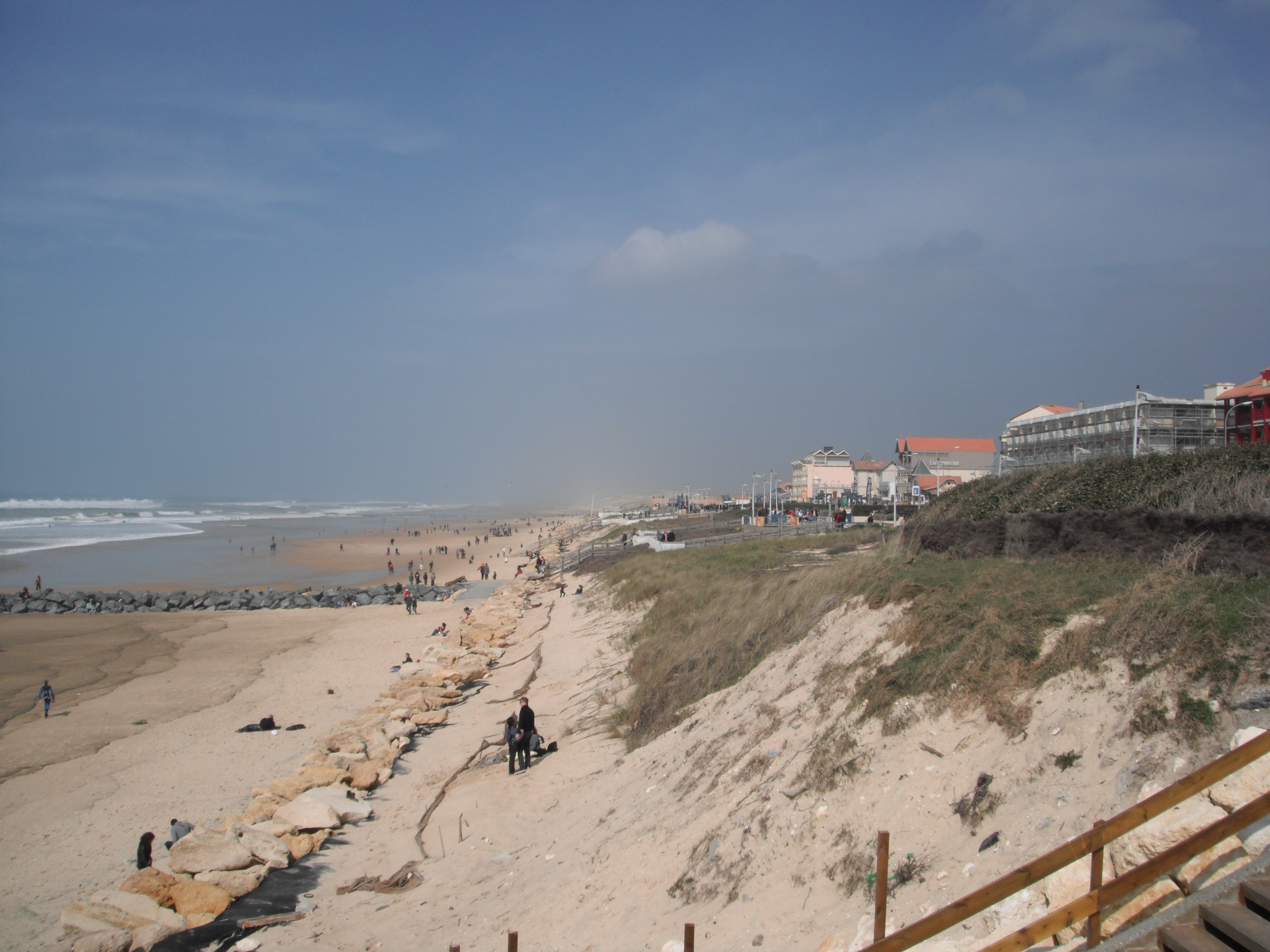
Küste in Lacanau-Océan

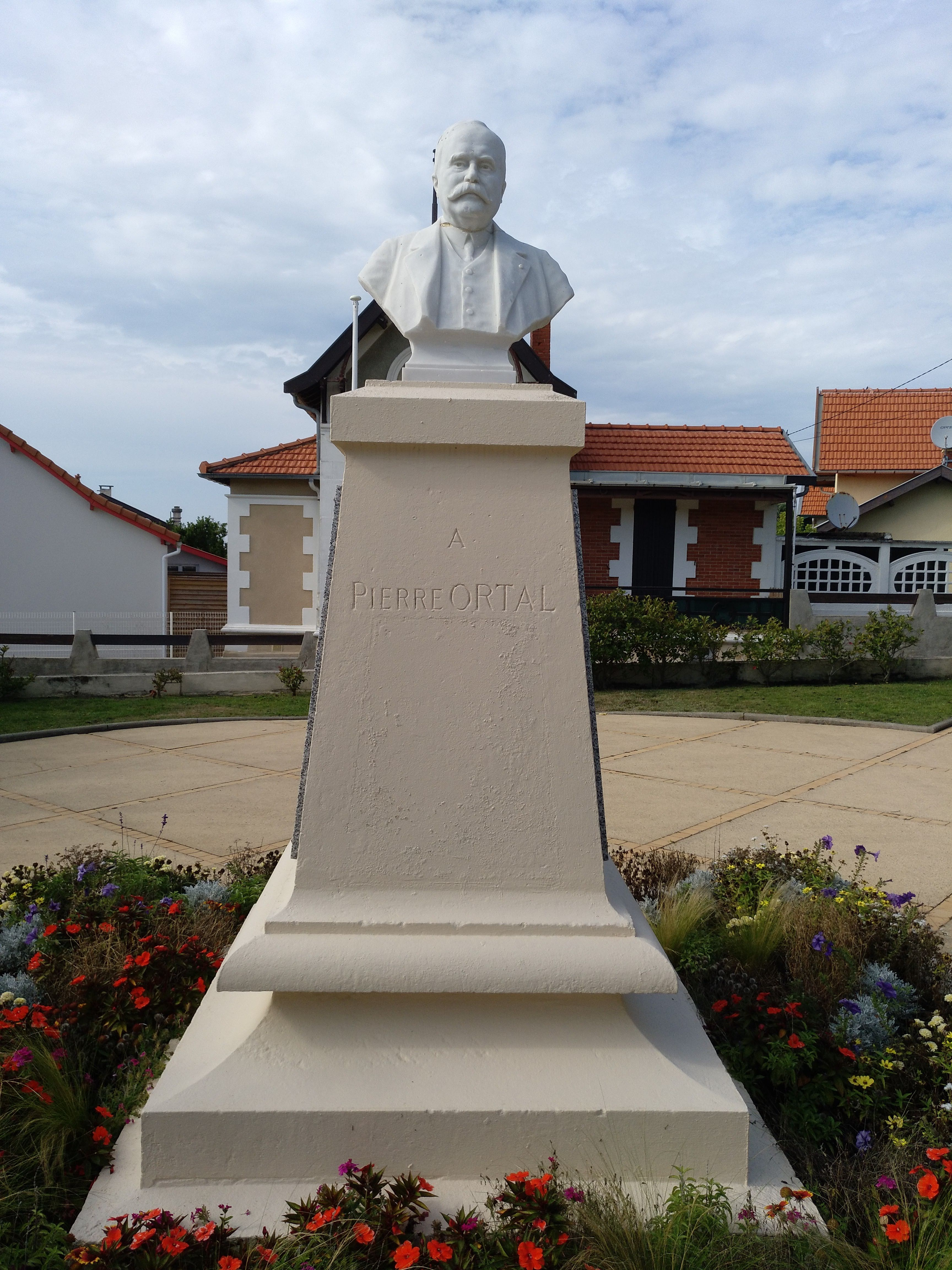
Monument Pierre Ortal (1884 Gründer des Badeorts) in Lacanau Océan Océan

In den 1970er Jahren begann der Aufstieg Lacanaus zu einem beliebten Badeort. Anfangs bestand der Ort aus einfachen und teilweise recht großen französischen Küstenhäusern. Mittlerweile sind auch einige Betonbauten zu finden. Das Leben im Ort ist wesentlich stärker vom Tourismus geprägt als zu Beginn. Auch hat sich der Ort ins Landesinnere ausgedehnt.
Der Ortsteil Lacanau-Océan hieß früher Lacanau plage (frz. für Strand). Um 1970 war der Strand bei Ebbe mehrere hundert Meter breit und die im Zweiten Weltkrieg von den deutschen Besatzern gebauten Betonbunker (Teil des Atlantikwalls) existierten noch.
2017 bewarb sich Lacanau (letztlich erfolglos) als Austragungsort der Surf-Wettbewerbe der Olympischen Spiele 2024 Paris. 

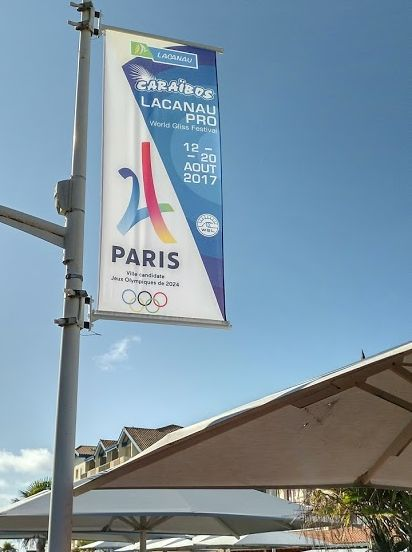
Flagge zur (erfolglosen) Bewerbung Lacanau als Austragungsort für die Surf Wettbewerbe der Olympischen Spiele 2024 (Foto 2017)

Laut Nasa ist der Meeresspiegel in der Region im Zeitraum von 20 Jahren um 9,3 Zentimeter gestiegen; Ursache ist die globale Erwärmung. Der Sandstrand ist von Meer abgetragen worden; bei Stürmen (wie 'Christine' im Jahr 2014) verliert die Küste bis zu zehn Meter.

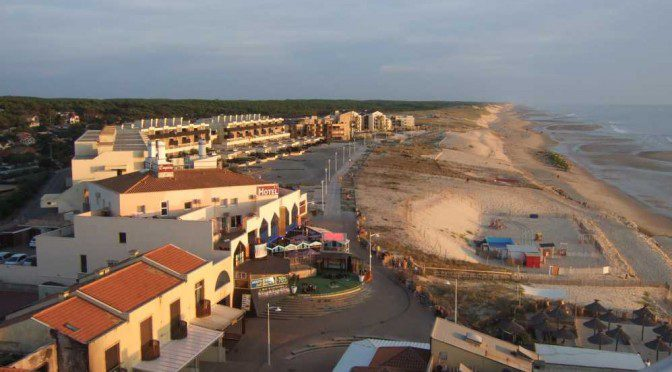
Küsten-Erosion in Lacanau Océan im September 2014

## Bevölkerungsentwicklung
| Jahr                      | 1962 | 1968 | 1975 | 1982 | 1990 | 1999 | 2008 | 2016 |
| Einwohner                 | 1845 | 1846 | 2038 | 1961 | 2405 | 3142 | 4381 | 4745 |
| Quelle: Cassini und INSEE |      |      |      |      |      |      |      |      |

## Städtepartnerschaften
Seit Oktober 2013 besteht eine Städtepartnerschaft mit der Stadt Tönning in Schleswig-Holstein.

## Sport
In Lacanau werden regelmäßig internationale Wettbewerbe im Wellenreiten ausgetragen.